# Філіппіни на зимових Олімпійських іграх 2014
Філіппіни на зимових Олімпійських іграх 2014 року у Сочі були представлені 1 спортсменом в 1 виді спорту. Країна медалей не здобула.

## Фігурне катання
| Змагання                  | Спортсмени                | Коротка програма | Коротка програма | Довільна програма | Довільна програма | Підсумок | Підсумок |
| Змагання                  | Спортсмени                | Бали             | Місце            | Бали              | Місце             | Бали     | Місце    |
| ------------------------- | ------------------------- | ---------------- | ---------------- | ----------------- | ----------------- | -------- | -------- |
| Чоловіче одиночне катання | Мікаель Кристіан Мартінес | 64.81            | 19               | 119.44            | 20                | 184.25   | 19       |